# Бусманци
Бу̀сманци е село в Западна България. То се намира в Район Искър, Столична община, област София.

## География
Село Бусманци се намира в средата на Софийското поле, на 13 км източно от центъра на град София и на 1 км източно от река Искър. Граничи с летище София на север, промишлената зона Гара Искър на запад, софийските квартали Абдовица и Димитър Миленков на юг, селата Казичене и Кривина на изток и е недалеч от жилищен комплекс „Дружба“ и кварталите „Слатина“ и Враждебна.
Заобиколен е от обработваеми площи и предприятия. Гори в околността няма с изключение на поречието на река Искър, където има предимно тополи.

## История
Според различни източници и спомени на бусманчани, първите заселници на селото са дошли от наводненото от изместилото се корито на река Искър „Селище“. Има няколко версии за произхода на името на селото. Едната е, че е свързано с личното име Бусман – вероятно турски богаташ. Според друго предположение името произхожда от начина, по който първоначално са били направени къщите след преместването: обикновено от буци и оттам – Буцанци после Бусманци.
Според Васил Миков произходът на названието е куманско-печенежки.

## Забележителности
Край селото минава старият римски „Траянов път“, а също и „Татарски път“, по който навремето са минавали османски войски и черкези. В околностите на Бусманци се намират четири тракийски могили.
Училището „Св. св. Кирил и Методий“ е построено през 1878 г. и съществува. Строежът на църквата „Света Богородица“ започва през 1925 г. На южната страна на църквата през 1929 г. е поставена плоча на загиналите във войните жители.
В Бусманци има и читалище със самодейни състави и библиотека. Читалището носи името на писателя Елин Пелин и отваря врати през 1926 г.

## Транспорт
Селото се обслужва от 3 автобусни линии: 8, 10, 14.

## Редовни събития
Годишния събор на Бусманци се провежда всяко лято през последната неделя от месец август.
На 15 август е храмовият празник на църквата „Успение Богородично“ и всяка година се прави курбан.

## Личности
- Адриан Душев – гребец, кану-каяк.
- Кристиан Душев – гребец, кану-каяк.
- Олимпия Душева – гребкиня, кану-каяк
- Валентин Иванов – гребец, кану-каяк – бивш спортен директор на гребен клуб „Левски“
- Полина Ценова, Гергана Димитрова, Валентин Иванов – преподаватели по български народни танци в детски градини, училища, ансамбли, формации, школи по български народни танци в страната и чужбина